# Bene AG
Bene AG er en østrigsk producent af kontormøbler med 1.217 ansatte. De har 74 salgssteder i 29 lande.
Bene har kontorer i Waidhofen an der Ybbs, Wien og Frankfurt.
Virksomheden blev etableret i 1790 som et snedkeri og begyndte en industriproduktion af kontormøbler i 1951.